# Ветров, Михаил Сергеевич
Михаи́л Серге́евич Ве́тров (1 (14) ноября 1909 — 8 августа 1980, Москва) — советский дипломат. Чрезвычайный и полномочный посланник II класса.

## Биография
Член ВКП(б) с 1929 года.
- В 1937—1940 годах — сотрудник НКИД СССР, 1-й секретарь полпредства СССР в Латвии.
- В 1941—1944 годах — советник дипломатической миссии СССР в Швеции.
- В 1944—1947 годах — заместитель заведующего V Европейским отделом НКИД (с 1946 — МИД) СССР.
- В 1947—1948 годах — заведующий V Европейским отделом МИД СССР.
- В 1948—1950 годах — советник посольства СССР в Нидерландах.
- В 1949 году — временный поверенный в делах СССР в Нидерландах.
- С 15 июля 1950 по 3 июня 1954 года — чрезвычайный и полномочный посланник СССР в Дании.
- С 1956 года — советник Отдела стран Юго-Восточной Азии МИД СССР.

Похоронен на Кунцевском кладбище в Москве.

## Награды
- Орден Трудового Красного Знамени (5 ноября 1945).
- Орден Красной Звезды (3 ноября 1944).

## Семья
Жена — Ревекка Наумовна Ветрова (1910—1992). Дочери: Долорес Михайловна Климова (род. 1939), Любовь Михайловна Бокучава (1944—2006), Валентина Михайловна Казакова (род.1936).